# Макс, Габриэль
Габриэль Макс (нем. Gabriel Cornelius Ritter von Max; (23 августа 1840, Прага — 24 ноября 1915, Мюнхен) — один из значительных немецких живописцев.

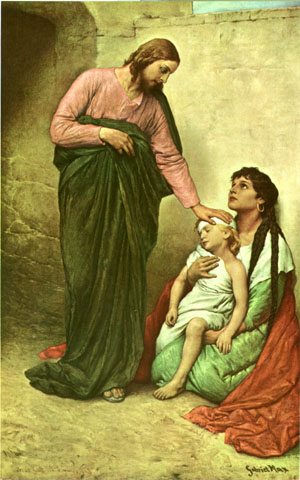
Иисус исцеляет больных

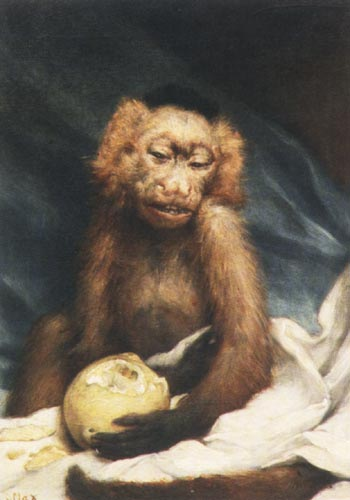
Кислое

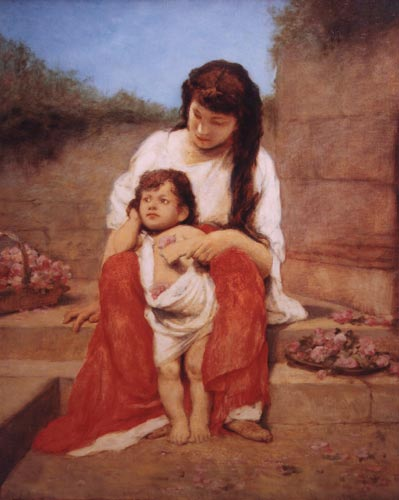
Мать и дитя (1880)

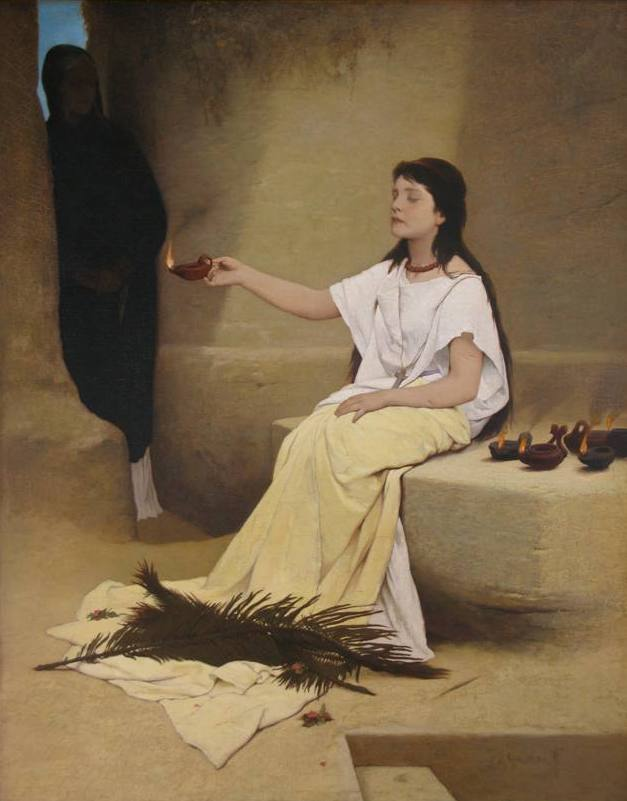
Свет

Сын заметного пражского скульптора Йозефа Макса и Анны Шуманн. Работал при своем отце до самой его смерти, последовавшей в1855 году, и посещал классы академии своего родного города до 1858 г., а затем в течение 3-х лет учился в Венской академии. Страсть к музыке внушила ему примерно в это время мысль выразить средствами образного искусства главные идеи музыкальных произведений Бетховена, Мендельсона и др.; плодом этого предприятия был ряд рисунков Макса, исполненных тушью, сочиненных с большим умом и потому встреченных одобрением публики.
В 1863 г. он отправился в Мюнхен и поступил в ученики к Пилоти, но не усвоил себе его колористической виртуозности, а стал писать в туманных, сероватых, но чрезвычайно гармоничных тонах картины сентиментального, меланхолического, трагического, иногда очень неясного содержания. Первой его работой в этом роде была «Мученица, распятая на кресте», к подножию которого юноша-римлянин, возвращающийся с пира, кладет розовый венок, украшавший его голову (1865).
Совершенно в таком же духе исполнена им позже (1874) другая картина, «Последний привет» (христианская мученица на арене, среди двух львов и тигров, к ногам которой падает роза, брошенная одним из посетителей амфитеатра).
Оставив мастерскую Пилоти в 1869 г., Макс поселился в Мюнхене, где впоследствии сделался профессором академии.
Как отмечал в Энциклопедическом словаре Брокгауза и Ефрона А. И. Сомов, «во всех этих произведениях, заключающих в себе редко более двух фигур, Макс является не столько творческим гением, легко справляющимся со сложными композициями, сколько вдумчивым, чувствительным, иногда болезненно-нервным художником, стремящимся воплотить в живописи и, так сказать, подчеркнуть идеи, составляющие прямое достояние поэзии».

## Работы
- «Удавленная св. Людмила»
- «Монахиня в саду»
- «Вдова»
- «Сестры милосердия»
- «Каждая ночь в слезах»
- «Весеннее адажио»
- «Осенний дождь»
- «Мнимоумершая Юлия» (по Шекспиру)
- «Слепая продавщица светильников при входе в катакомбы»
- «Львиная невеста» (по Шамиссо)
- «Агасфер пред трупом дитяти»
- «Обезглавленная Гретхен»
- «Вивисектор»
- «Воскрешение дочери Иаира» (одно из превосходнейших произведений художника)
- «Нерукотворенный образ Спасителя»
- «Детоубийца» (из баллады Бюргера)
- «Поцелуй духа»
- «Сулейка»
- «Der Anatom» (1869)
- «Gretchen in der Walpurgisnacht» (1873)
- «Die Kindesmörderin» (1877)
- «Christus erweckt des Jairus Töchterlein» (18??)
- «Sieg der Wahrheit» (1904)
- «Die Nonne im Klostergarten»
- «Affen als Kunstrichter» 1889
- «Mädchen, Pilze putzend»
- «Die Schwestern»
- «Mutter mit Kind», 1880
- «Die ekstatische Jungfrau Katharina Emmerich», 1885
- «Mädchen mit blumengeschmücktem Haar»
- «Vor der Arena»
- «Saure Erfahrung» (Äffchen mit Zitrone)
- Findelkind, 1870
- Lady Macbeth 1885